# Tapobaran
Tapobaran is een bestuurslaag in het regentschap Lembata van de provincie Oost-Nusa Tenggara, Indonesië. Tapobaran telt 345 inwoners (volkstelling 2010).